# 18bitový
V informačních technologiích označuje 18bitový čísla, paměťové adresy nebo datové jednotky, které jsou nejvýše 18 bitů dlouhé (2,25 oktetů). 18bitový procesor a ALU definují architekturu počítače, která je založena na stejně dlouhých registrech nebo stejně široké adresové nebo datové sběrnici.

## Terminologie
V českém jazyce se zápisem odlišuje slovní druh. Zápis bez mezery tak označuje přídavné jméno (viz název tohoto článku). Zápis s mezerou pak označuje číslovku (například 18 bitů).